# Neoperla illiesi
Neoperla illiesi är en bäcksländeart som beskrevs av Peter Zwick 1983. Neoperla illiesi ingår i släktet Neoperla och familjen jättebäcksländor. Inga underarter finns listade i Catalogue of Life.